# Agelaos (Sklave des Priamos)
Agelaos (altgriechisch Ἀγέλαος Agélaos) ist eine Person der griechischen Mythologie.
Er ist ein Sklave des trojanischen Königs Priamos, dem von seinem Herren aufgetragen wird, dessen Sohn Paris in der Wildnis auszusetzen. Er bringt den Säugling daraufhin ins Ida-Gebirge und lässt ihn dort zurück. Als er nach fünf Tagen wieder dorthin kommt, sieht er, wie Paris von einer Bärin gesäugt wird und wohlauf ist. Er nimmt das Kind daraufhin zu sich, gibt ihm seinen Namen Paris und zieht ihn wie seinen eigenen Sohn auf dem Feld auf.